# Leyrenne
La Leyrenne est une rivière française coulant dans le département de la Creuse de l'ancienne région Limousin, donc dans la nouvelle région Nouvelle-Aquitaine, et un affluent droit du Taurion, donc un sous-affluent du fleuve la Loire par la Vienne.

## Géographie
La Leyrenne prend naissance sur le territoire de la commune de Sardent, au lieu-dit la Rebeyrolle et à 553 m d'altitude. Il s'appelle aussi dans cette partie haute le ruisseau de Drouille.
Elle se dirige vers le nord-ouest puis vers le sud, direction qu'elle ne quitte plus jusqu'à la fin de son parcours de 21,45 kilomètres. 
Elle se jette dans le Taurion en rive droite à Saint-Dizier-Leyrenne, à 377 m d'altitude.

### Communes traversées
Dans le seul département de la Creuse, la Leyrenne traverse ou longe les six communes suivantes, d'amont en aval, de Sardent, Saint-Éloi, Azat-Châtenet, Augères, Janaillat et Saint-Dizier-Masbaraud (confluence). 
Soit en termes de cantons, la Leyrenne prend source dans le canton d'Ahun, traverse les canton de Guéret-2, canton du Grand-Bourg et conflue dans le canton de Bourganeuf dans l'arrondissement de Guéret et dans les trois intercommunalités communauté de communes Creuse Sud-Ouest, communauté d'agglomération du Grand Guéret, communauté de communes de Bénévent-Grand-Bourg.

### Toponyme
La Leyrenne a donné son hydronyme à l'ancienne commune de confluence de Saint-Dizier-Leyrenne regroupée, depuis le 1er janvier 2019, dans Saint-Dizier-Masbaraud.

### Bassin versant
La Leyrenne traverse les deux zones hydrographiques « Le Taurion du rau de la Gorge (C) à la Leyrenne (c) » (L024) et « le Taurion de la Leyrenne (NC) à la Vige » (L030),,.

### Organisme gestionnaire
L'organisme gestionnaire est le SI des Vallées Banize et Thaurion. Le Thaurion fait partie du SAGE de la Vienne.

## Affluents
La Leyrenne a quatorze tronçons affluents référencés, tous de longueur inférieure à dix kilomètres, et dont seulement trois sont de rang de Strahler deux (avec affluents).
Le seul affluent nommé est la Petite Leyrenne (rg), 6 km avec deux affluents et de rang de Strahler deux.

### Rang de Strahler
Donc le rang de Strahler de la Leyrenne est de trois par la Petite Leyrenne.

## Hydrologie
Son régime hydrologique est dit pluvial.

### La Leyrenne à Saint-Dizier-Leyrenne
La Leyrenne est une rivière abondante, à l'instar de ses voisines du bassin versant du Thaurion. Son débit a été observé durant une période de 27 ans (1967-1994), à Saint-Dizier-Leyrenne, localité du département de la Creuse située au niveau de son confluent avec le Thaurion, et à 382 m d'altitude. La surface ainsi étudiée y est de 62 km2, soit la totalité du bassin versant de la rivière.
Le module de la rivière à Saint-Dizier-Leyrenne est de 0,94 m3/s.
La Leyrenne présente des fluctuations saisonnières de débit bien marquées, comme très souvent dans le bassin de la Loire. Les hautes eaux se déroulent en hiver et au début du printemps, et se caractérisent par des débits mensuels moyens allant de 1,20 à 1,62 m3/s, de décembre à avril inclus (avec un maximum très net en février). À partir du mois de mars cependant, le débit baisse progressivement jusqu'aux basses eaux d'été qui ont lieu de juillet à septembre inclus, entraînant une baisse du débit mensuel moyen allant jusqu'au plancher de 0,349 m3/s au mois d'août, ce qui reste très confortable. Mais ces moyennes mensuelles ne sont que des moyennes et cachent des fluctuations plus prononcées sur de courtes périodes ou selon les années.

### Étiage ou basses eaux
Aux étiages, le VCN3 peut chuter jusque 0,092 m3/s (92 litres/s), ce qui n'est pas encore très sévère pour un aussi modeste cours d'eau. Ce fait est fréquent parmi les rivières de la région coulant dans les régions orientales du Limousin.

### Crues
Les crues ne sont guère très importantes, compte tenu de la petitesse du bassin versant et relativement à la majorité des cours d'eau du bassin de la Loire et de la Vienne en particulier. Les QIX 2 et QIX 5 valent respectivement 8,5 et 10 m3/s. Le QIX 10 est de 11 m3/s, le QIX 20 de 12 m3/s, tandis que le QIX 50 se monte à seulement 13 m3/s.
Le débit instantané maximal enregistré à Saint-Dizier-Leyrenne a été de 11,3 m3/s le 24 janvier 1978, tandis que la valeur journalière maximale était de 8,97 m3/s le 6 janvier 1982. Si l'on compare la première de ces valeurs à l'échelle des QIX de la rivière, l'on constate que cette crue était intermédiaire entre les crues décennale et vicennale définies par les QIX 10 et QIX 20, et donc destinée à se répéter en moyenne tous les 15 ans environ.

### Lame d'eau et débit spécifique
La Leyrenne est une rivière petite, mais relativement abondante. La lame d'eau écoulée dans son bassin versant est de 480 millimètres annuellement, ce qui est nettement supérieur à la moyenne d'ensemble de la France, et aussi à la moyenne du bassin de la Loire (plus ou moins 245 millimètres/an) et de la Vienne (319 millimètres/an). C'est cependant inférieur au bassin du Thaurion (583 millimètres). Le débit spécifique (ou Qsp) atteint le chiffre solide de 15,2 litres par seconde et par kilomètre carré de bassin.

## Aménagements et écologie

### Moulins
Sur la commune d'Augères, un bras droit alimente le Moulin de Villard. On rencontre sur son cours aussi les lieux-dits le Moulin de Murat, le Moulin de Peyrat, le Pont Rouge, le Moulin de Brégère, le Pont Gentil, le Moulin de l'Eau, le Moulin Martin.

### Plan d'eau
Un barrage et un plan d'eau sont établis sur la commune de Saint-Dizier-Leyrenne, avec le moulin de Peyrat à l'est, en face d'un terrain de camping en rive ouest.